# Васильев, Никита (футболист, 2003)
Никита Васильев (эст. Nikita Vassiljev; 7 октября 2003, Тарту) — эстонский футболист, полузащитник клуба «Левадия» и сборной Эстонии.

## Биография
Воспитанник клубов «Левадия», «Табасалу» и «Нымме Юнайтед» из Таллина и его пригородов. Взрослую карьеру начал в 15-летнем возрасте в старшей команде «Нымме Юнайтед», в первом сезоне — в Первой лиге Б (третий дивизион), в двух следующих сезонах — в первой лиге Эстонии.
В 2022 году перешёл в «Левадию». Дебютный матч в чемпионате Эстонии сыграл 24 мая 2022 года против «Легиона», заменив на 57-й минуте Роберта Кирсса. Всего в первом сезоне сыграл 8 матчей в чемпионате и завоевал вместе с «Левадией» серебряные медали.
Вызывался в юношескую сборную Эстонии, но не был её регулярным игроком, сыграв только два матча. В ноябре 2022 года получил первый вызов в молодёжную сборную. 8 января 2023 года дебютировал в национальной сборной Эстонии в товарищеском матче против Исландии, заменив на 63-й минуте Маркуса Поома.

## Достижения
- Серебряный призёр чемпионата Эстонии: 2022